# Yosugala
yosugala（ヨスガラ）は、日本の女性4人組アイドルグループ。2022年結成。

## 概要
PassCode、Kolokol、Axelightを手がける大阪の事務所we-B studiosと、uijin、raymayが所属していた東京のsakebiによる共同プロジェクト「WEXS（ウィクス）」が運営するグループとして結成。
グループ名となっている「終夜（よすがら）」は「一晩中、夜通し」を意味する言葉であり、「ずっと夜のような日々が続いても、一晩中夢を見たい」という思いが込められている。

### 音楽性
ロックバンドAliAのメンバーと、PassCodeのサウンドプロデューサー平地孝次を中心とするチームの大きく分けて2つのクリエイターチームが楽曲を制作している。
AliAからは主として彼らのバンド編成に沿ったキーボードやバイオリンが特徴的なサウンドのロック・ポップスの楽曲が、平地からは平地の得意とするシンセサイザーを多用したラウドなロックサウンドの楽曲が提供されており、それらの融合したバラエティ豊かな楽曲群がグループの強みの一つとなっている。
メンバーの汐見まといは、「バラバラな性格ながらも愚直で芯のある点が共通している4人が、yosuglaの楽曲を歌うことでひとつになる」という様子を指してグループの特徴を「不器用一生懸命エモ」である、と評している。

### 楽曲制作体制
上述の通り楽曲制作は大きく分けて2つのチームにより行われている。
AliAからはGt.のERENがEREN from AliA名義で過半の曲の作編曲を、Key.のTKTがTKT from AliAの名義で作詞を行なっており、メインコンポーザー・メイン作詞家の立ち位置となっている。
AliA提供楽曲ではVn. RINAやBa. SEIYAもトラックのレコーディングにスタジオミュージシャンとして参加している他、Vo. AYAMEがAYAME from AliAとして作詞で参加する場合がある。
平地孝次による作編曲楽曲では、多くの場合we-B studios社長の法橋昂広が作詞をおこなっている他、sakebi所属・uijinのありぃが作詞家として参加している。また、PassCodeバンドでベースを演奏している加納誠人らがレコーディングでの演奏を務めている。
「スペードのエース」では平地が作編曲を、法橋とTKTが共作詞を行っている他、AliAによる提供曲で加納がベースを演奏する場合もあるなど、両チーム間を跨いだ共同制作も行われている。

## 来歴
2021年3月22日、we-B studiosとsakebiによる共同プロジェクト「WEXS」の始動が発表。アイドルオーディション及びスタッフ募集が開始された。
翌2022年6月にメンバーが発表され、、6月22日、恵比寿LIQUIDROOMにてデビューライブ「ヨモスエダカラ」を開催。we-B studiosの先輩であるKolokolと、元uijinのありぃが手がけるPRSMINを迎えてのデビューとなった。同年12月4日には東京・渋谷Spotify O-Crestで初のワンマンライブとなる『yosugala 1st oneman live「progress the night」』を開催した。
2023年4月16日、大阪・阿倍野ROCKTOWNにて初の大阪ワンマンライブ「progress the night osaka」を開催。5月20日には初となるフルアルバム「ヨモスガラ」を配信リリースした。デビュー1周年当日となる6月22日、これを記念して『yosugala - ONE MAN LIVE -「ヨモスエダカラ」』を東京・渋谷Spotify O-WESTで開催。同年9月から10月にかけて、初ツアーとなる東名阪QUATTOROワンマンツアー「yosugala QUATTRO tour2023」を開催し、全公演完売での完走を果たした。
2024年2月16日、2ndアルバム「ヨモスガラ2」を配信リリース。2月18日には、デビューライブをおこなった恵比寿LIQUIDROOMにて『yosugala oneman live「progress the night -LIQUIDROOM-」』を開催した。同年4月27日から6月22日にかけて初の全国ツアー「yosugala tour2024」を開催し、ツアーファイナルO-EAST公演は完売を達成。同年8月24日から11月1日にかけては春のツアーと異なる各地を回る「yosugala tour2024 aki-春に廻れなかった場所編-」を開催。東京・EX THEATER ROPPONGIで開催されたツアーファイナルは、単独公演としては初の全席指定席でのライブであった。

## 年譜

### 2021年
- 3月22日 - 「WEXS」の始動を発表。アイドルグループのメンバーと、マネジメントスタッフ、映像や楽曲のクリエイターの募集が開始された[12]。

- 5月 - 黒坂未来、汐見まとい、未白ちあの3名が顔合わせ[3]。

### 2022年
- 5月15日 - 公式Twitterアカウントが始動。デビューライブ「ヨモスエダカラ」の開催を発表[26]。

- 6月2日 - メンバー4人とアーティスト写真を公開[13]。

- 6月22日 - 恵比寿LIQUIDROOMにてデビューライブ「ヨモスエダカラ」を開催。

- 12月4日 - 初のワンマンライブ『yosugala 1st oneman live「progress the night」』を渋谷Spotify O-Crestで開催[15]。

### 2023年
- 4月16日 - 大阪・阿倍野ROCKTOWNにてワンマンライブ「progress the night osaka」を開催[16]。

- 5月20日 - 自身初となるフルアルバム「ヨモスガラ」を配信リリース[17]。

- 6月22日 - デビュー1周年記念『yosugala - ONE MAN LIVE -「ヨモスエダカラ」』をSpotify O-WESTで開催[18]。9月から10月にかけて自身初となる東名阪QUATTOROワンマンツアーを開催することを発表[19]。

- 8月3日 - フジテレビ「ねる、取材行ってきます」に出演。地上波テレビ放送デビューを果たす[2]。

- 9月16日 - 「yosugala QUATTRO tour2023」名古屋公演を名古屋CLUB QUATTROにて開催[19]。

- 9月17日 - 大阪公演を梅田CLUB QUATTROにて開催[19]。

- 10月22日 - SHIBUYA CLUB QUATTROにて東名阪ツアーファイナル公演を開催[20]。

### 2024年
- 2月16日 - 2ndアルバム「ヨモスガラ2」を配信リリース[21]。

- 2月18日 - デビューの地・恵比寿LIQUIDROOMにて『yosugala oneman live「progress the night -LIQUIDROOM-」』を開催[22]。全国ツアーのファイナル公演として東京Spotify O-EASTでのワンマンライブ開催を発表[22][27]。

- 4月27日〜6月22日 - 全国ツアー「yosugala tour2024」を開催[23]。

- 8月24日〜11月1日 - 「yosugala tour2024 aki-春に廻れなかった場所編-」を開催[25]。

### 2025年
- 2月8日 - 初のホール公演 「progress the night -LINE CUBE SHIBUYA-」を東京・LINE CUBE SHIBUYAで開催予定。初のバンドセットでのライブ[28]。

## メンバー
| 名前      | 読み          | 生年月日 | 身長   | 備考 |
| --------- | ------------- | -------- | ------ | ---- |
| 黒坂 未来 | くろさか みく | 10月24日 | 160 cm |      |

- プロジェクトに最初に参加したメンバー。
- 一度一般の社会人として就職しており、働きながらオーディションを3つほど受けるも落選。その縁から現在の事務所を紹介され、同時期に誘われていた別のグループを蹴って、後にyosugalaとなるプロジェクトに所属することを選んだ[6]。

| 名前        | 読み          | 生年月日 | 身長   | 備考                         |
| ----------- | ------------- | -------- | ------ | ---------------------------- |
| 汐見 まとい | しおみ まとい | 11月20日 | 153 cm | ミスiD2021フォトジェニック賞 |

- 早稲田大学出身。
- 大学生時代にコンセプトカフェでアルバイトをしており、スカウトを受けてプロジェクトに参加した。
- グラビアアイドルとしても積極的に活動しており、自称「グラビアに抵抗がなく、生まれつきグラビアができる人間」であるという[29]。
- 君島とはバンドサークルを通じて知り合った、活動前からの友人[30]。

| 名前    | 読み          | 生年月日 | 身長   | 備考 |
| ------- | ------------- | -------- | ------ | ---- |
| 君島 凪 | きみしま なぎ | 6月15日  | 159 cm |      |

- プロジェクトに最後に参加したメンバー。4人組の最後の1人がなかなか決まらず1年半ほどが経過、適格な新メンバーに「懸賞金」がかけられるほどの事態になっていたところ、汐見が友人であった君島を「酔った勢いで」勧誘し加入が決まった[3][6]。
- 両親にアイドル活動をひた隠しにしており、2024年春からは一般企業に就職することにしているが、実際は内定を蹴ってyosugalaでの活動を行なっている[31]。

| 名前      | 読み        | 生年月日 | 身長   | 備考                 |
| --------- | ----------- | -------- | ------ | -------------------- |
| 未白 ちあ | みしろ ちあ | 2月23日  | 160 cm | ミスiD2021永遠少女賞 |

- 最年少メンバー[32]。
- 女子美術大学出身[33]。服飾を専攻していた。
- 事務所の先輩にあたるuijinのファンであった。アイドルに憧れつつも大学進学後は特にオーディション等を受けていなかったところ、スカウトを受けてプロジェクトに参加した[6]。
- 好きなものは、明太子、いくら、ハロプロ、海、雪である[32]。

## ディスコグラフィ
個別に出典の記載がないものは公式サイトのディスコグラフィーを参照。

### 楽曲一覧
| 曲名             | 作曲/編曲      | 作詞                     | 備考                                           |
| ---------------- | -------------- | ------------------------ | ---------------------------------------------- |
| prologue         | EREN from AliA | AYAME from AliA          | お披露目前に一部公開された最初の楽曲。         |
| 僕のわがまま     | EREN from AliA | TKT from AliA            | お披露目前に一部公開されたデビュー楽曲の一つ。 |
| オヒメサマ？     | EREN from AliA | TKT from AliA            | お披露目前に一部公開されたデビュー楽曲の一つ。 |
| 会心の一撃       | EREN from AliA | TKT from AliA            | お披露目前に一部公開されたデビュー楽曲の一つ。 |
| Canvas           | EREN from AliA | TKT from AliA            | お披露目前に一部公開されたデビュー楽曲の一つ。 |
| indigo           | 平地 孝次      | 法橋 昂広、ありぃ        |                                                |
| エスカレート     | EREN from AliA | TKT from AliA            |                                                |
| オトギバナシ     | EREN from AliA | TKT from AliA            |                                                |
| 夜明けの唄       | EREN from AliA | TKT from AliA            | 自身初となるMVが制作された                     |
| スペードのエース | 平地 孝次      | TKT from AliA、法橋 昂広 |                                                |
| 四葉のクローバー | EREN from AliA | TKT from AliA            |                                                |
| バカばかC        | EREN from AliA | TKT from AliA            |                                                |
| ひとりごと       | EREN from AliA | TKT from AliA            |                                                |
| となりどうし     | EREN from AliA | TKT from AliA            |                                                |
| 僕に願いを       | EREN from AliA | TKT from AliA            | ミュージックビデオ                             |
| 嘘とか愛とか     | EREN from AliA | TKT from AliA            |                                                |
| Sparkle          | 平地 孝次      | 法橋 昂広                |                                                |
| 〇✕ゲーム        | EREN from AliA | TKT from AliA            |                                                |
| aspiration       | EREN from AliA | TKT from AliA            |                                                |
| ソラノナミダ     | 平地 孝次      | 法橋 昂広                |                                                |
| 裸足のまま       | EREN from AliA | TKT from AliA            |                                                |
| ムチャクチャ     | EREN from AliA | TKT from AliA            |                                                |
| ろーるぷれいんぐ | EREN from AliA | TKT from AliA            |                                                |
| 弱い僕           | EREN from AliA | TKT from AliA            |                                                |
| My Dear          | 平地 孝次      | 法橋 昂広                |                                                |

### シングル
| No. | タイトル         | 発売日                     | 収録曲              | 備考 |
| --- | ---------------- | -------------------------- | ------------------- | ---- |
| 1   | prologue         | 2022年7月29日（配信開始）  | 1. prologue         |      |
| 2   | 僕のわがまま     | 2022年7月30日（配信開始）  | 1. 僕のわがまま     |      |
| 3   | indigo           | 2022年8月5日（配信開始）   | 1. indigo           |      |
| 4   | オヒメサマ？     | 2022年8月12日（配信開始）  | 1. オヒメサマ？     |      |
| 5   | 会心の一撃       | 2022年8月19日（配信開始）  | 1. 会心の一撃       |      |
| 6   | Canvas           | 2022年8月26日（配信開始）  | 1. Canvas           |      |
| 7   | エスカレート     | 2022年10月8日（配信開始）  | 1. エスカレート     |      |
| 8   | オトギバナシ     | 2022年10月22日（配信開始） | 1. オトギバナシ     |      |
| 9   | 夜明けの唄       | 2022年12月30日（配信開始） | 1. 夜明けの唄       |      |
| 10  | スペードのエース | 2023年1月20日（配信開始）  | 1. スペードのエース |      |
| 11  | 四葉のクローバー | 2023年1月24日（配信開始）  | 1. 四葉のクローバー |      |
| 12  | 僕に願いを       | 2023年9月13日（配信開始）  | 1. 僕に願いを       |      |
| 12  | 嘘とか愛とか     | 2023年9月15日（配信開始）  | 1. 嘘とか愛とか     |      |
| 13  | Sparkle          | 2023年9月23日（配信開始）  | 1. Sparkle          |      |
| 14  | 〇✕ゲーム        | 2023年10月11日（配信開始） | 1. 〇✕ゲーム        |      |
| 15  | aspiration       | 2023年12月06日（配信開始） | 1. aspiration       |      |

## ライブ
個別に出典の記載がないものは公式X参照。

### ワンマンライブ
| 公演名                                                  | 開催日         | 会場                       | 備考 |
| ------------------------------------------------------- | -------------- | -------------------------- | ---- |
| yosugala 1st oneman live「progress the night」          | 2022年12月4日  | 東京・Spotify O-Crest      |      |
| yosugala oneman live「progress the night osaka」        | 2023年4月16日  | 大阪・阿倍野ROCKTOWN       |      |
| yosugala - ONE MAN LIVE -「ヨモスエダカラ」             | 2023年6月22日  | 東京・Spotify O-WEST       |      |
| yosugala QUATTRO tour2023 名古屋公演                    | 2023年9月16日  | 愛知・名古屋CLUB QUATTRO   |      |
| yosugala QUATTRO tour2023 大阪公演                      | 2023年9月17日  | 大阪・梅田CLUB QUATTRO     |      |
| yosugala QUATTRO tour2023 東京公演                      | 2023年10月22日 | 東京・SHIBUYA CLUB QUATTRO |      |
| yosugala oneman live「progress the night -LIQUIDROOM-」 | 2024年2月18日  | 東京・恵比寿LIQUIDROOM     |      |

### 主催ライブ
「night is young!」と題した主催ツーマン／スリーマンを不定期かつ継続的に開催している。
| 公演名                       | 開催日         | 会場                      | 出演者                              | 備考                                              |
| ---------------------------- | -------------- | ------------------------- | ----------------------------------- | ------------------------------------------------- |
| yosugala 「ヨモスエダカラ」  | 2022年6月22日  | 東京・恵比寿LIQUIDROOM    | Kolokol PRSMIN                      | デビューライブ                                    |
| night is young! vol.1        | 2022年11月9日  | 東京・渋谷milkyway        | COMIQ ON! クロスノエシス            |                                                   |
| night is young! vol.2        | 2022年11月22日 | 東京・新宿MARZ            | THE ORCHESTRA TOKYO                 |                                                   |
| night is young! vol.3        | 2023年1月15日  | 東京・渋谷milkyway        | situasion airattic                  |                                                   |
| night is young! vol.4        | 2023年4月23日  | 東京・渋谷club asia       | INUWASI                             |                                                   |
| night is young! summer vol.1 | 2023年8月13日  | 東京・渋谷Spotify O-Crest | 二丁目の魁カミングアウト            |                                                   |
| night is young! summer vol.2 | 2023年8月14日  | 東京・渋谷Spotify O-Crest | PIGSS                               |                                                   |
| night is young! summer vol.3 | 2023年8月16日  | 東京・渋谷Spotify O-Crest | 群青の世界 美味しい曖昧             | RAYが出演キャンセルとなり、美味しい曖昧が急遽出演 |
| night is young! vol.5        | 2023年11月11日 | 東京・渋谷Spotify O-Crest | 太陽と踊れ 月夜に唄え Ringwanderung |                                                   |
| night is young! vol.6        | 2023年11月18日 | 東京・白金高輪SELENE b2   | #2i2                                |                                                   |
| night is young! vol.7        | 2023年11月18日 | 大阪・梅田Banana Hall     | ナナランド まねきケチャ             |                                                   |
| night is young! vol.8        | 2024年1月14日  | 大阪・梅田Banana Hall     | Ringwanderung                       |                                                   |
| night is young! vol.9        | 2024年1月20日  | 東京・白金高輪SELENE b2   | CANDY TUNE                          |                                                   |
| night is young! vol.10       | 2024年5月16日  | 大阪・心斎橋BIGCAT        | 我儘ラキア                          |                                                   |